# تسومیلوخ
تسومیلوخ (به لاتین: Tsumilukh) یک منطقهٔ مسکونی در روسیه است که در داغستان واقع شده‌است.